# Rodolfo Torre Cantú
Rodolfo Torre Cantú (Ciudad Victoria, 14 februari 1964 - aldaar, 28 juni 2010) was een Mexicaans politicus voor de Institutioneel Revolutionaire Partij (PRI). Hij was kandidaat voor het gouverneurschap van Tamaulipas toen hij werd vermoord door de georganiseerde misdaad.
Torre was afkomstig uit de noordoostelijke deelstaat Tamaulipas. Torre studeerde medicijnen en werd in 1980 lid van de PRI. Hij vervulde verschillende functies voor die partij. In 2009 zetelde hij in de Kamer van Afgevaardigden. Echter, hij gaf in 2010 zijn zetel op om zich kandidaat te stellen voor het gouverneurschap van zijn geboortestaat. Op 14 maart werd hij door de partijleden in Tamaulipas tot kandidaat gekozen.
De PRI geldt sinds jaar en dag oppermachtig in Tamaulipas en volgens peilingen was Torre vrijwel zeker van de overwinning met meer dan twee keer zoveel stemmen als zijn tegenstanders. Zes dagen voor de verkiezingen kwam hij samen met zes medewerkers om het leven toen zijn bus werd beschoten op weg naar de internationale luchthaven van Ciudad Victoria. Vermoed wordt dat de daders afkomstig zijn uit een van Mexico's drugskartels.
Torre Cantú werd als kandidaat vervangen door zijn broer Egidio Torre Cantú, die de verkiezing met 61,6% van de stemmen wist te winnen.